# Episodi di The Good Doctor (seconda stagione)
La seconda stagione della serie televisiva The Good Doctor, composta da 18 episodi, è stata trasmessa negli Stati Uniti d'America sul canale ABC, dal 24 settembre 2018 all'11 marzo 2019.
In Italia la stagione è andata in onda in prima visione assoluta su Rai 2, dal 3 febbraio al 27 marzo 2019.
| nº | Titolo originale         | Titolo italiano        | Prima TV USA      | Prima TV Italia  |
| -- | ------------------------ | ---------------------- | ----------------- | ---------------- |
| 1  | Hello                    | Salve                  | 24 settembre 2018 | 3 febbraio 2019  |
| 2  | Middle Ground            | Il compromesso         | 1º ottobre 2018   | 3 febbraio 2019  |
| 3  | 36 Hours                 | 36 ore                 | 8 ottobre 2018    | 10 febbraio 2019 |
| 4  | Tough Titmouse           | Solo per te            | 15 ottobre 2018   | 10 febbraio 2019 |
| 5  | Carrots                  | Nutrire il cuore       | 29 ottobre 2018   | 17 febbraio 2019 |
| 6  | Two-Ply (or Not Two-Ply) | Tirare troppo la corda | 5 novembre 2018   | 17 febbraio 2019 |
| 7  | Hubert                   | Un nuovo amico         | 12 novembre 2018  | 24 febbraio 2019 |
| 8  | Stories                  | Storie                 | 19 novembre 2018  | 24 febbraio 2019 |
| 9  | Empathy                  | Empatia                | 26 novembre 2018  | 3 marzo 2019     |
| 10 | Quarantine               | Quarantena (1ª parte)  | 3 dicembre 2018   | 3 marzo 2019     |
| 11 | Quarantine Part Two      | Quarantena (2ª parte)  | 14 gennaio 2019   | 10 marzo 2019    |
| 12 | Aftermath                | Dopo il disastro       | 21 gennaio 2019   | 10 marzo 2019    |
| 13 | Xin                      | Questioni di cuore     | 28 gennaio 2019   | 17 marzo 2019    |
| 14 | Faces                    | Volti                  | 4 febbraio 2019   | 17 marzo 2019    |
| 15 | Risk And Reward          | Rischio e ricompensa   | 18 febbraio 2019  | 24 marzo 2019    |
| 16 | Believe                  | Credere                | 25 febbraio 2019  | 24 marzo 2019    |
| 17 | Breakdown                | Un talento speciale    | 4 marzo 2019      | 27 marzo 2019    |
| 18 | Trampoline               | Nella mente di Shaun   | 11 marzo 2019     | 27 marzo 2019    |

## Salve
- Titolo originale: Hello
- Diretto da: Mike Listo
- Scritto da: Freddie Highmore & David Shore

### Trama
Shaun viene punito da Andrews per un errore commesso nel corso di un intervento in sala operatoria; il primario di chirurgia decide però di non licenziarlo, in quanto ammette egli stesso che il giovane ha superato le sue aspettative, ma che deve però migliorare la sua capacità di comunicare. Per questo Shaun viene mandato insieme a Jared, al suo ultimo giorno, a curare i senzatetto per strada. Qui si imbattono in un uomo schizofrenico, che tenta di rubare dei medicinali, ma viene fermato e portato in ospedale da Jared, che sostiene che l'uomo, a causa dei suoi disturbi, possa avere una meningite batterica; dal test risulta, tuttavia, che il medico si è sbagliato. Shaun successivamente si decide ad andare a tenere compagnia al dottor Glassman, che sta affrontando la dura scelta del chirurgo che lo dovrà operare. Qui al giovane viene in mente che in realtà i sintomi del senzatetto possano in realtà essere dovuti a un tumore al cervello, va quindi insieme a Jared nell'accampamento, dove scoprono che in realtà il malato ha una casa e una famiglia. I due medici lo convincono a sottoporsi all'intervento, che riesce alla perfezione. Nel frattempo gli altri specializzandi si devono occupare del caso di una donna con un problema cardiaco, che deve subire un trapianto con sostegno, ma durante un esame scoprono che ha un aneurisma aortico e che l'intervento di conseguenza sarebbe irrealizzabile; a Claire e Morgan viene però in mente una soluzione, approvata da Andrews e alla fine anche da Melendez. Nonostante qualche complicanza, l'intervento riesce. Arriva poi il momento per Jared di lasciare l'ospedale, dicendo addio a Claire.
- Guest star: Lisa Edelstein (dottoressa Marina Blaize).
- Ascolti Italia: telespettatori 2.342.000 – share 8,74%[4]

## Il compromesso
- Titolo originale: Middle Ground
- Diretto da: Steve Robin
- Scritto da: David Shore

### Trama
Shaun e Claire aiutano il Dr. Melendez a curare Paul, un addetto alle pulizie dell'ospedale a cui Shaun ha diagnosticato un tumore al pancreas e un anno di vita. La moglie e i figli adulti di Paul lo incoraggiano a sottoporsi a un intervento chirurgico rischioso; Paul è d'accordo, dicendo a Shaun che vuole compiacere la sua famiglia e consiglia a Shaun di mentire quando la verità è inutile. Paul muore durante l'intervento di Whipple per una complicazione e la sua famiglia inizia a litigare per averlo costretto. Shaun mente, dicendo loro che Paul voleva l'intervento chirurgico. La dott.ssa Lim tratta Mara, una ragazza afro-americana di sedici anni con cicatrici da mutilazioni genitali femminili, rischiando il posto nell'ignorare volontariamente il documento di identità di Mara, scoperto come falso da Park. Mara avverte un dolore estremo, rivelando nervi ancora vivi, nonostante le mutilazioni subite. Alla presenza dei suoi genitori e dell'assistente sociale, inviata dai servizi di protezione dell'infanzia, Mara rifiuta la ricostruzione del clitoride a favore della clitoridectomia, volendo seguire la tradizione del suo popolo. Lim dopo aver parlato da sola con la ragazza, esegue ugualmente la ricostruzione, senza il consenso dei genitori, ma certa che la ragazza si opponeva alla ricostruzione solo per compiacere i genitori, ma che in realtà desiderava essere "normale". Usando un lembo di pelle dell'interno della guancia, Lim ricostruisce il clitoride della ragazza. Appena sveglia, Mara si rende conto che la dottoressa Lim ha eseguito la ricostruzione, donandole una nuova vita sessuale, in quanto ha dolore anche alla guancia. Fingendo, non fa capire questa sua nuova condizione ai genitori che la volevano più fedele alle tradizioni di famiglia. Nel frattempo il dottor Glassman ritarda la scelta di un neurochirurgo, temendo di poter sopravvivere ma di avere una disabilità permanente; su insistenza del dottor Blaize, Glassman subisce un intervento chirurgico. Shaun evita la sua amica Lea per giorni, dicendo a Claire che non capisce i propri sentimenti. Alla fine i due si confrontano litigando; Shaun restituisce a Lea la palla da baseball e le dice che gli ha fatto del male e vuole che lei se ne vada prima che gli faccia di nuovo.
- Guest star: Lisa Edelstein (dottoressa Marina Blaize), Necar Zadegan (dottore Jordan Ko).
- Ascolti Italia: telespettatori 2.805.000 – share 11,40%[4]

## 36 ore
- Titolo originale: 36 Hours
- Diretto da: Larry Teng
- Scritto da: Thomas L. Moran

### Trama
Shaun comunica a Glassman che gli esami confermano che l'intervento ha avuto una buona riuscita (dovrà fare la chemio e la radio). Poco dopo Shaun e Morgan ricevono da Melendes la notizia che per 36 ore dovranno gestire il pronto soccorso con la dottoressa Lim, che però si assenta per essere presente come imputata in una causa per guida pericolosa ed eccesso di velocità, con la sua moto. Claire non è d'accordo con la nuova politica dei turni di 36 ore e ne parla con Andrews, che però rimane della sua idea, affermando la validità del progetto. Claire e Alex assistono il dottor Melendez. Melendez esegue un intervento chirurgico per curare l'endometriosi di una donna e ripristinare la sua fertilità. Le sue condizioni sono più gravi del previsto e l'intervento programmato di un'ora dura oltre 26 ore; le tensioni aumentano tra Melendez, Claire e l'infermiera Flores, in quanto a causa di una battuta mal capita di Melendes, le due donne lo considerano sessista ed iniziano a minare la sua autorità. Andrews, dalla galleria assiste a tutta la scena, consigliando a tutti di calmarsi e facendo uscire Melendez, chiede alle due donne di avere maggiore rispetto e professionalità. Quando una procedura rischiosa è l'unico modo per evitare un'isterectomia, il marito del paziente rifiuta di prendere una decisione e cede la responsabilità a Claire, che annulla la decisione di Melendez, propenso a salvare la fertilità della donna, ed eseguono l'isterectomia. Chiamati nell'ufficio di Andrews per i loro litigi, Melendez, Claire e Flores hanno solo elogi reciproci, per cui Andrews li lascia andare. Shaun e Morgan estraggono una lampadina incastrata nella bocca di un bambino usando una camicia chirurgica e trattano un giovane affetto da priapismo. In tribunale, Lim sostiene le sue ragioni dicendo che l'autovelox aveva un problema di taratura. Mentre la causa è in discussione, le squilla il telefono, in quanto Shaun e Morgan non riescono a formulare la corretta causa del priapismo. Rientrata in aula si accorge che il giudice è andato oltre con le cause. Le ore passano e per dispetto il giudice non chiama mai la sua causa. Alla fine Lim si impone con la forza ed ottiene una sentenza di colpevolezza con una multa e la sospensione della patente. Questa sentenza fa perdere la ragione a Lim che dà in escandescenza e viene imprigionata per oltraggio alla corte. Nel frattempo, Shaun nota che il piede del giovane affetto da priapismo è ruotato in modo anomalo; formula quindi una diagnosi di ascesso spinale, che va operato immediatamente ed hanno bisogno di Lim. Durante la notte Lim viene scarcerata e mentre sta per cenare presso un furgoncino di strada, incontra il pubblico ministero della sua causa, bevono insieme e vanno a casa di lui. Proprio mentre stanno avendo un rapporto, viene chiamata da Shaun e Morgan per operare sull'ascesso. L'intervento riesce alla perfezione. Shaun si scusa con Lea, ma lei lo critica per averla ferita e non aver ricambiato la sua amicizia. Glassman si sveglia dal suo riuscito intervento chirurgico e ha una visione della figlia morta, Maddie.
- Guest star: Teryl Rothery (J.L.), Liza Lapira (infermiera Ann Flores), Alvina August (infermiera Paikin), Elfina Luk (infermiera Dalisay Villanueva), Holly Taylor (Maddie Glassman).
- Ascolti Italia: telespettatori 2.185.000 – share 8,31%[5]

## Solo per te
- Titolo originale: Tough Titmouse
- Diretto da: Steven DePaul
- Scritto da: David Hoselton

### Trama
Lea è ancora a casa di Shaun. I due continuano a discutere. Lea non vuole perdonare Shaun, per il modo in cui è stata accolta ed inizia a cercare una casa da affittare. Glassman continua a parlare con la figlia Maddie: è sveglio da molte ore e rifiuta i sedativi, per paura di perderla di nuovo. Melendes, Park e Shaun visitano Marc, un giovane con un ritardo mentale dovuto alla sindrome dell'x fragile ed ha un paletto conficcato in una spalla. Shaun ha diversi flashback del giorno in cui ha conosciuto la sua terza famiglia affidataria. Nel frattempo, con l'elicottero, assistita dalla Lim e da Claire, arriva Kitty, una giovane alpinista che pratica il free solo, vittima di un incidente a pochi metri dalla vetta di una montagna e che presenta diversi traumi; in particolare un importante trauma della colonna cervicale, che necessita di un intervento. Claire propone la fusione vertebrale che presenta meno rischi ma non garantisce un recupero completo. Morgan propone l'apposizione di una vite Odontoidea che permetterebbe un recupero, ma con un discreto rischio di insuccesso dell'intervento. Durante l'intervento di Marc, Shaun, in crisi per il brutto litigio con Lea, chiede come si fa a trovare un nuovo amico. Parla ai colleghi di Lea, e tutti gli consigliano di parlare con lei, le scuse talvolta non bastano. Dopo l'intervento, Melendes, Shaun e Park vanno a parlare con Nicole, la mamma di Marc, che appare molto provata dalla malattia di Marc. Nicole si sfoga con i medici, raccontando la difficile storia del ragazzo. Kitty opta per l'intervento proposto da Morgan. Glassman confessa Shaun di avere una visione. Lea e Shaun cercano un appartamento. L'idea di Shaun è di vivere insieme a Lea. I genitori di Kitty, cercano di fare interdire la giovane, in modo da poter decidere per lei riguardo all'intervento. Nicole, la madre di Marc, viene ricoverata a causa di un trauma alla mano. Dice che si è fatta male nel pulire una finestra, ma ben presto si capisce che è stato Marc a provocargli il trauma. Mentre Nicole viene portata in sala operatoria, Marc ha una crisi e colpisce Shaun al volto. Il giudice delibera che Kitty debba sottoporsi alla fusione spinale. Glassman continua a litigare con la visione della figlia. Shaun prepara una sorpresa per Lea, ma lei si arrabbia ed i due litigano di nuovo. I medici suggeriscono a Nicole di affidare Marc ad un istituto, in quanto non è più gestibile in casa. La donna capisce che è l'unica opzione possibile. Melendez, profondamente colpito dallo stato d'animo della donna, va a trovare la sorella Gabi, affetta da una malattia genetica ed ospite presso un istituto. A sera Shaun e Lea hanno un nuovo confronto dai toni più morbidi; mentre cantano, Shaun dice a Lea di aver affittato la casa che le piaceva per andare a viverci insieme.
- Guest star: Graham Verchere (Shaun da giovane), Elfina Luk (infermiera Dalisay Villanueva), Teryl Rothery (J.L.), Holly Taylor (Maddie Glassman), Brooke Smith (Sybil Meeks).
- Ascolti Italia: telespettatori 2.636.000 – share 11,14%[5]

## Nutrire il cuore
- Titolo originale: Carrots
- Diretto da: Sharat Raju
- Scritto da: Liz Friedman

### Trama
Lea riprende l'argomento amicizia con Shaun. Dopo vari cambi di idea, alla fine decidono di andare a vivere insieme nella casa col caminetto affittata da Shaun. In ospedale Shaun, Park e Lim sono alla ricerca di un nuovo interessante caso. Shaun nota su un carrello un contenitore di urine schiumose. Claire, in pronto soccorso accoglie una donna, Eloise, che ha avuto uno svenimento ed un arresto cardiaco per fibrillazione ventricolare, recuperato prontamente da Claire con un pugno precordiale. Da un primo esame, Claire rileva che la donna è molto magra e debole. Il marito riferisce che soffre di anoressia. Wade, il paziente con le urine schiumose, ex obeso operato in passato per un bypass gastrico, si era presentato al pronto soccorso per un dolore al ginocchio. Alla luce del nuovo sintomo i medici prescrivono una cistoscopia che rivela una fistola causata dalla malattia di Crohn. Nel frattempo Melendes diagnostica ad Eloise una insufficienza mitralica. Nel frattempo Glassman non si è ancora alzato e Shaun cerca di stimolarlo ad impegnarsi un po' di più nella fisioterapia. Gli esami di Eloise mostrano una situazione molto preoccupante: solo un intervento può salvarla ma è troppo debole per affrontare l'intervento. Anche per Wade i medici pensano di ricorrere ad un intervento con il quale rimuoveranno la fistola ed il by-pass gastrico, per permettere una corretta alimentazione e la cura della malattia di Crohn. Wade non vuole che suo marito Spence venga a sapere del by-pass gastrico, perché secondo lui potrebbe lasciarlo per il rischio di ritrovarsi acanto ad un obeso. Eloise viene nutrita con un sondino naso-gastrico per migliorare i suoi valori e potersi sottoporre all'intervento. Eloise però non riesce a sopportare il sondino e se lo toglie dopo un'ora. Shaun è convinto di voler vivere con Lea. Eloise rifiuta l'intervento in quanto vorrebbe provare la stimolazione profonda. Wade decide di cambiare ospedale, dopo aver rivelato la verità al suo compagno. Il comitato etico analizza la possibilità di autorizzare la stimolazione profonda per Eloise; alla fine, sentita anche la paziente, il comitato autorizza la procedura. Poco prima del trasferimento, la situazione di Wade si complica e deve essere operato d'urgenza. La stimolazione profonda su Eloise ha un buon esito e la paziente ora ha fame. Debbie riesce a far alzare Glassman dal letto.
- Guest star: Lisa Edelstein (dottoressa Marina Blaize), Sheila Kelley (Debbie Wexler), Reiko Aylesworth (Sam DeLeon), Jesse Downs (Graham DeLeon).
- Ascolti Italia: telespettatori 2.254.000 – share 8,52%[6]

## Tirare troppo la corda
- Titolo originale: Two-Ply (or Not Two-Ply)
- Diretto da: Tara Nicole Weyr
- Scritto da: Simran Baidwan

### Trama
Morgan e Shaun ricevono una talentuosa violinista con una promettente carriera, che presenta uno sfogo cutaneo al dito. Le due donne si confrontano e la dottoressa Morgan rivede nella paziente il medesimo attaccamento alla carriera che prova anche lei. Per questo, quando Shaun si rende conto della gravità della situazione e propone di rimuovere una porzione di dito per una biopsia, Morgan non gli presta ascolto, poiché questo metterebbe fine alla carriera della paziente. Si rende conto troppo tardi che la diagnosi di Shaun era corretta: la fascite necrotizzante della ragazza è ormai estesa, ai medici non resta che amputarle l’intero braccio. Quando la paziente si risveglia, incolpa Morgan per tutto. La dottoressa ne esce distrutta, mostrando per la prima volta un po’ di umanità. 
Intanto la dottoressa Lim, Claire e Park sono alle prese con una paziente con numerosi sintomi, ma non riescono a capire se la ragazza sia veramente malata o solo alla ricerca di attenzioni. Capiscono infine che, a causa delle continue liti tra i genitori separati, la ragazza aveva ingerito un pezzo di plastica. Debbie va a trovare il dottor Glassman e si accordano per il loro secondo appuntamento. Durante la serata però, poco prima di avere un rapporto, l’uomo ha un piccolo malore e cade a terra.
- Guest star: Sheila Kelley (Debbie Wexler), Teryl Rothery (J.L.), Supinder Wraich (Jas Kohli).
- Ascolti Italia: telespettatori 2.485.000 – share 10,44%[6]

## Un nuovo amico
- Titolo originale: Hubert
- Diretto da: Marisol Adler
- Scritto da: David Renaud

### Trama
Dopo numerosi scontri, la convivenza di Shaun e Lea inizia ad andare per il verso giusto e i due inquilini decidono di prendere un pesciolino rosso, che chiamano Hubert. 
In ospedale la dottoressa Browne supplica Melendez di aiutare Kayla, la sua ex compagna di stanza del college: ha un tumore molto esteso che le causa un dolore devastante. Il dottore accetta, ma questo comunque non mette fine alle tensioni tra lui e la Browne. I medici riescono a rimuovere la porzione di tumore che stava causando il dolore, ma Kayla è consapevole di non avere più molto tempo da vivere e fa una richiesta molto particolare all’amica: le chiede di occuparsi del marito Dash quando lei non ci sarà più, è convinta che potrebbero piacersi e chiede loro di provare ad avere un vero appuntamento. 
Dopo un iniziale rifiuto i due ragazzi accettano, ma soltanto per compiacerla, infatti a cena finiscono per parlare solamente di Kayla.
Nel frattempo, la dottoressa Lim, Shaun e Morgan si occupano di un uomo pieno di chiodi. L’incidente, causato da una sparachiodi, ha causato un serio danno ad un rene e i dottori decidono di asportarlo. Durante l’operazione però, si rendono conto che il paziente era nato con un rene solo per cui risulta estremamente urgente un trapianto da un donatore vivo. Il donatore compatibile risulta essere il fratello, ma un litigio a causa dell’azienda di famiglia complica le cose. Shaun e Reznick riescono a convincere il fratello e il trapianto va a buon fine.
Il pesciolino di Shaun e Lea muore e la ragazza non la prende affatto bene. Shaun riesce a farle capire che la colpa non è sua e decide di comprarle un altro pesciolino.
- Guest star: Lisa Edelstein (dottoressa Marina Blaize), Marsha Thomason (dottoressa Isabel Barnes), Teryl Rothery (J.L.), Elfina Luk (infermiera Dalisay Villanueva).
- Ascolti Italia: telespettatori 2.332.000 – share 8,68%[7]

## Storie
- Titolo originale: Stories
- Diretto da: Michael Patrick Jann
- Scritto da: Sal Calleros

### Trama
La dottoressa Lim, Shaun e Claire si occupano di una donna di nome Dawn che arriva in pronto soccorso con il marito Todd in seguito ad un incidente d’auto, a causa del quale perde il bambino che aspettava. La notizia arriva però come un fulmine a ciel sereno per il marito, che aveva fatto 10 anni prima una vasectomia e che non poteva quindi essere il padre del nascituro.
La rivelazione diventa solo una delle molte scioccanti verità che l’uomo apprenderà sulla moglie che, a causa di un tumore, ha perso completamente le proprie inibizioni, tradito ripetutamente il consorte e dilapidato quasi interamente il loro patrimonio.
Nel frattempo, il dottor Melendez, Reznick e Park si occupano di un ragazzino i cui genitori sono convinti no-vax. Dopo aver esposto loro tutti i rischi che questa scelta comporta, la madre da’ il via libera per le prime vaccinazioni. Si scoprirà infine che in realtà il padre era ancora fermamente contrario e questo porterà a scontri molto accesi nella coppia.
Shaun si rende conto che Aaron sta avendo degli episodi di amnesia sempre più frequenti.
- Guest star: Lisa Edelstein (dottoressa Marina Blaize).
- Ascolti Italia: telespettatori 2.660.000 – share 11,00%[7]

## Empatia
- Titolo originale: Empathy
- Diretto da: Joanna Kerns
- Scritto da: Karen Struck

### Trama
Il dottor Melendez, Morgan e Claire hanno a che fare con un paziente di nome George, succube della propria devianza sessuale.
Dopo un primo tentativo di nascondere il suo vero problema, George finirà per confessare di provare attrazione nei confronti dei bambini e di aver provato di tutto per fermare questo insano desiderio. Non potendo però più prendere i medicinali che lo inibivano sessualmente e che l’hanno portato ad essere ricoverato, rischiando la vita, arriva ad accoltellarsi i testicoli nella speranza di creare abbastanza danni per poter essere castrato chirurgicamente. 
Quando i medici gli comunicano che entrambi i testicoli sono stati salvati, George li implora di operarlo comunque.
Una soluzione che però non potrà essere adottata per una questione etica.
L’uomo finirà dunque per togliersi la vita prima di avere la possibilità di commettere un reato.
Shaun, intanto, grazie al suo lavoro, riesce ad apprendere una fondamentale lezione sull'importanza dell'empatia con i pazienti.
Glassman deve fare ulteriori accertamenti a causa degli episodi di amnesia, ma Shaun decide di ritirargli la patente prima che possa provocare un incidente. Così, per poterlo accompagnare alle visite, il dottor Murphy vince le sue paure e con l’aiuto di Lea riesce ad imparare a guidare.
- Guest star: Tyler Ritter (George Reynolds), Mason Gooding (Billy Cayman).
- Ascolti Italia: telespettatori 2.087.000 – share 8,07%[8]

## Quarantena (1ª parte)
- Titolo originale: Quarantine
- Diretto da: Joanna Kerns
- Scritto da: Karen Struck

### Trama
Si sta avvicinando il Natale, in ospedale arrivano alcuni pazienti che si trovavano sullo stesso volo; uno di loro è molto grave e presto viene dichiarato il decesso.
Poco dopo un'altra donna, Marianne, inizia ad avere i medesimi sintomi e il dottor Murphy nota uno sfogo cutaneo sul collo: poiché gli conferma di non essere mai stata vicina all’uomo in aereo, Shaun si rende conto che l’infezione potrebbe essere già in circolo nell’aria. Melendez, Park e Browne parlano con il loro paziente Chris, che presenta un grave tumore; suo padre, con cui non ha più rapporti, è pronto a donargli il midollo osseo.
Al pronto soccorso, Shaun nota che anche l’infermiere Tyler, amico di Morgan, presenta l'eruzione cutanea sul collo. Nel frattempo i medici dichiarano la morte di Marianne ed Andrews annuncia che l’intero pronto soccorso è in quarantena. 
Lim, Murphy e Morgan devono quindi gestire il reparto.
Ben presto però Tyler muore, e anche la Lim è costretta all’isolamento, presentando i primi sintomi dell’infezione. Morgan si trova costretta ad operare da sola in una sala operatoria improvvisata un uomo con un’ostruzione intestinale, mentre Shaun cerca di gestire tutti gli altri pazienti; una luce al neon rotta con un fastidioso ronzio però lo continua a distrarre.
Nel frattempo Claire scopre che il padre di Chris è anch’egli in quarantena; purtroppo le condizioni del ragazzo peggiorano velocemente, non gli resta ormai molto tempo e decide di firmare una DNR (Do Not Resuscitate, un documento che vieta ai medici di eseguire manovre di rianimazione in caso di arresto cardiorespiratorio).
Poco dopo i suoi segni vitali si fermano ma Melendez, andando contro le sue volontà, inizia la rianimazione.
Al pronto soccorso si scatena il caos: il dottor Park scopre che anche il figlio asmatico è in quarantena, proprio mentre il ragazzo ha una crisi respiratoria, la Lim cade a terra priva di sensi e Morgan non sa come gestire una complicanza operatoria, mentre Shaun, esasperato dal rumore del neon, si rannicchia in posizione fetale sul pavimento.
- Guest star: Alex Weed (Chris Santos), Dan Byrd (Tyler Durness), Elfina Luk (infermiera Villanueva), Karin Konoval (infermiera Deena Petringa), Ricky He (Kellan Park).
- Ascolti Italia: telespettatori 2.423.000 – share 10,05%[8]

## Quarantena (2ª parte)
- Titolo originale: Quarantine
- Diretto da: Joanna Kerns
- Scritto da: Karen Struck

### Trama
Shaun si riprende dalla sua crisi e può così aiutare Viola, una paziente a cui si sono appena rotte le acque. Grazie alla supervisione di una ginecologa, che lo assiste al di fuori della zona di quarantena, e di Kellan, il figlio del dottor Park, riesce a far nascere il bambino e a salvare la madre da un’emorragia. 
Il dottor Melendez deve operare d’urgenza Chris e utilizza per il passaggio del midollo osseo la stanza della biancheria, che ha una pressione negativa. Suo padre Bob viene invece operato da Alex, entrato nel pronto soccorso minacciando una guardia con il taser. Il trapianto del ragazzo va a buon fine, ma Bob, a causa di una complicanza, non sopravvive. 
Morgan si prende cura della dottoressa Lim e, praticandole una ECMO, le salva la vita.
Aaron e Lea, in assenza di Shaun, trascorrono la giornata insieme, ma il dottor Glassman non si fida della ragazza. Viene a sapere che il suo cancro è in remissione, la perdita di memoria era causata da una meningite; dovrà operarsi e in questo modo potrà riprendere la sua licenza. 
Una volta finita la quarantena, i dottori possono finalmente uscire. Shaun accetta che "Glassy" lo abbracci.
- Guest star: Alex Weed (Chris Santos), Dan Byrd (Tyler Durness), Elfina Luk (infermiera Villanueva), Karin Konoval (infermiera Deena Petringa), Ricky He (Kellan Park).
- Ascolti Italia: telespettatori 2.423.000 – share 10,05%[8]

## Dopo il disastro
- Titolo originale: Aftermath
- Diretto da: Dawn Wilkinson
- Scritto da: David Shore

### Trama
Scampato il pericolo della quarantena a Murphy, Park, Browne e Reznick viene concesso il giorno di riposo. Shaun passerà una giornata con Lea e Aaron, guarito dalla malattia e ripresosi dall'operazione; quest'ultimo avrà modo di ricredersi su Lea cominciando a capire quanto davvero lei tenga all'amico. Alex, dopo aver convinto l'ex moglie a rimanere per quel giorno, passa il tempo con lei ed il figlio è, nel corso della giornata, pare esserci un timido riavvicinamento. Claire viene invitata ad un aperitivo da Reznick e, dopo un iniziale scontro, avranno modo di avvicinarsi quando aiutano la madre di Claire nel sistemare le sue cose dopo essere stata sfrattata. Nel frattempo Andrews si trova di fronte ad una scelta complicata: dopo aver ricevuto la notizia delle violazioni di protocollo della dottoressa Lim e del dottor Melèndez, oltre alla crisi di Shaun, nel precedente episodio è chiamato a prendere provvedimenti. Shaun conosce poi Jake, un ragazzo con cui Lea sta uscendo. 
- Guest star: Cheril White (Carmen Dunn), Jennifer Birmingham Lee (Mia Wuellner), Ricky He (Kellan Park), Andres Joseph (Jake Dahlen).
- Ascolti Italia: telespettatori 2.446.000 – share 10,09%[8]

## Questioni di cuore
- Titolo originale: Xin
- Diretto da: David Shin
- Scritto da: Brian Straiton

### Trama
In ospedale arriva una donna cinese senza battito. Ci si accorge che in realtà è viva, ma ha un cuore artificiale malfunzionante. Arriva una ragazza che afferma che la donna si è operata in Cina nove mesi prima e i medici non sanno come riparare il cuore artificiale. Decidono di rimandarla a Pechino per essere operata dal cardiologo che aveva eseguito l'operazione precedente, ma poi si decide che non è sicuro e preferiscono operarla al San José. Arriva un'altra donna che dice di essere la figlia che non ha sorelle e si scopre che la prima donna era una conoscente che la considerava come una madre. Alla fine dell'operazione la madre confessa di aver sempre seguito la figlia cantare anche se non l'aveva mai chiamata. 
Nel frattempo Shaun segue una ragazza autistica che ha bisogno di un'operazione al cervello. La ragazza deve parlare durante l'operazione per non danneggiare quella parte del cervello. Durante l'operazione arriva il suo coinquilino che riesce a farla parlare e questo permette ai medici di operarla.
- Guest star: Jennifer Birmingham Lee (Mia Wuellner), Vered Blonstein (Lana Moore), Alex Plank (Javier Maldonado), Emily Kuroda (Sunny Lee), Sheena Chou (Teresa Moon).
- Ascolti Italia: telespettatori 2.412.000 – share 10,03%[8]

## Volti
- Titolo originale: Faces
- Diretto da: Mike Listo
- Scritto da: David Shore

### Trama
Al St. Bonaventure Hospital è ricoverata Molly, una ragazza con il volto sfigurato a causa di un colpo di pistola partito accidentalmente due anni prima. 
Nel frattempo arriva una donna, Shannon, che ha appena avuto un incidente d’auto con la figlia adolescente. La ragazza purtroppo non riesce a sopravvivere. 
Il dottor Andrews chiede a Shannon di donare il viso della figlia a Molly; dopo un iniziale rifiuto, la donna accetta. I genitori di Molly incontrano la mamma di Karin che pensa di essere stata colpevole della morte della figlia, così come il papà di Molly dichiara che è stata la sua pistola a sfigurare il volto della figlia e la ringrazia per dare una seconda chance a Molly. L’intervento va per il verso giusto, ma la ragazza inizialmente ha paura di vedersi perché non si riconoscerebbe, la dottoressa Claire la convince. La mamma di Karin regala a Molly un libro di fotografie della figlia per aiutarla a sapere chi sarà agli occhi della gente. Infine le chiede un favore, se può darle un bacio d’addio. 
Nel frattempo, Glassman, per superare gli effetti collaterali della chemioterapia, fa uso di marijuana terapeutica. Shaun, incuriosito, decide di provarla per vedere se ha un effetto positivo sul suo autismo.
I due uomini, sotto l’effetto di cannabis, intraprendono un viaggio di mezza giornata per andare alla ricerca di una vecchia fiamma, Robin, le cui merendine preferite sono dei marshmallow al cioccolato (mellowmar). Finalmente si rincontrano, lui gli chiede scusa per ciò che le aveva scritto sull’annuario e lei le offre i mellowmar. Glassman e Shaun rientrano a casa e lui dichiara di essere geloso della relazione che Lea ha con Jack.
- Guest star: Chloe Csengery (Molly), Bronwen Smith (Lori), Kurt Evans (Dean), Lilli Birdsell (Shannon Tindle).
- Ascolti Italia: telespettatori 2.174.000 – share 10,02%[8]

## Rischio e ricompensa
- Titolo originale: Risk and reward
- Diretto da: Joanna Kerns
- Scritto da: Karen Struck

### Trama
Il dott. Jackson Han è il nuovo primario del reparto, ma i suoi modi sono poco ortodossi. Durante un'operazione ascolta musica che distrae l'equipe. 
Il dottore chiede un consulto per un ricco lunatico che ha perso il padre durante un corretta ed effettua controlli periodici per paura di avere lo stesso problema. 
Aron arriva in clinica dove incontra un ragazzo con le sue stesse patologie e vorrebbe coinvolgerlo nel suo gruppo di supporto.
Nel frattempo Park e Morgan seguono il paziente del dottor Jackson Han e scoprono che ha un tumore, ma curiosamente non vuole avvertire la famiglia.
Shaun segue una neonata con malformazioni congenite e i genitori temono che gli antidepressivi possono aver influito. Jackson Han informa Shaun che i genitori sono furiosi con il dottore e che non devono più incontrarsi. Lim cerca di difendere Shaun spiegando che lui è diverso.
Durante la rimozione del tumore Morgan prova ad adulare il primario, Park e Melendez operano il paziente Goyal rischiando anche di danneggiare un'arteria a causa della presenza del primario in sala operatoria. Eseguire una biopsia è rischioso e il paziente ha dei dubbi.
Shaun è ancora alla prese con il problema al neonato, ma la dottoressa Lim suggerisce di non parlare più con Han. Il neonato è in condizioni critiche. Lim e Han decidono di rimuovere parte di intestino e del cuore come aveva suggerito Shaun che però cambia idea e propone si saturare con un tappo di PTFE l'arteria. I genitori vengono informati che l'intervento all'intestino ha il 90% di fallimento. Rifiutarsi di fare l'operazione al cuore permetterebbe di spegnere le macchine e lasciare la neonata morire serenamente senza sofferenze. La dott. Lim vorrebbe staccare le macchine, ma Andrew lascia decidere Han. Shaun riferisce ad Aron le difficoltà che ha con il dott. Han temendo che l'autismo abbia influito sul giudizio. Aron suggerisce di continuare a lavorare e sperare che l'autismo passi in secondo piano. Il comitato medico decide che è giusto operare la bambina e l'operazione inizia con la musica in sala operatoria. Inizia l'operazione con la simultanea rimozione dell'intestino e dalla parte del cuore. Staccata dalle macchine la circolazione del sangue aumenta e non può essere staccata alle macchine perché il cuore è troppo forte ed irrora troppo i polmoni. I genitori sono alle prese con una scelta difficile e devono acconsentire a lasciarla morire. Le macchine vengono spente, ma Shaun ha un'intuizione. La valvola di ritegno ha problemi che con l'operazione sono stati accentuati. Bisogna lasciare che la valvola mitrale rimanga aperta. La bambina sopravvive all'operazione grazie all'idea di Shaun ed il dott.Han deve ricredersi e ringrazia Lim per l'ottimo lavoro. Han e Shaun si chiariscono a fine turno, ma chiede di passare nel reparto di patologia per non avere problemi di comunicazione.
Goyal ha ancora forti dubbi sull'operazione perché la famiglia ha dubbi su Melendez che conferma i dubbi sulla riuscita dell'operazione, ma sorprendentemente il paziente si convince.
La rimozione del cancro risulta complicata per la presenza dell'arteria. Per eliminarlo hanno dovuto rimuovere il nervo che controlla la gamba lasciando il paziente zoppo.
- Guest star: Alex Weed (Chris Santos), Dan Byrd (Tyler Durness), Elfina Luk (infermiera Villanueva), Karin Konoval (infermiera Deena Petringa), Ricky He (Kellan Park).
- Ascolti Italia: telespettatori 2.423.000 – share 10,05%[8]

## Credere
- Titolo originale: Believe
- Diretto da: Joanna Kerns
- Scritto da: Karen Struck

### Trama
Shaun e Liam discutono del passaggio in patologia. Quando arriva in ospedale Shaun lascia il bisturi giocattolo nell'armadietto e conosce la dott. Liver e il reparto comincia ad incuriosirlo.
In reparto Melendez segue il pastore Clearance per un tumore che il paziente vede come una punizione divina per aver ucciso una persona. In realtà seguiva Micheal, un uomo che poi si è suicidato che aveva provato a chiamarlo al telefono senza ricevere risposta. 
Browne si accerta che il pastore abbia capito bene i rischi a cui va incontro. 
L'operazione risulta particolarmente complessa e i medici sono costretti a rinunciare.
Al secondo tentativo scoprono che non è un tumore visto che si è ridotto senza alcun motivo particolare. Browne richiama un passo della bibbia per evidenziare il narcisismo del pastore.
Glassmans è in clinica e suona la campana di chi ha superato la chemio. Passa in ospedale e scopre che la sua ex si frequenta con un altro uomo. La donna è offesa di come Aaron l'aveva trattata l'ultima volta.
Park visita una scalatrice che ha la sensazione di ansia. Lim ha dubbi che la TAC conferma. Un meningioma maligno nel cervello sta attaccando la paziente Barnes. La dott. Lim chiede un consulto a Shaun, ma consiglia di non parlare con i pazienti e con Han. 
Park pass a trovare Shaun per un consulto e lo incita a dire ad Han quello che sente. Anche Lim si lamenta con Han di quello che ha fatto, ma senza successo. Anche Browne prepara una lista con tutti i casi risolti da Marphy. Anche in questo caso Han è irremovibile. 
Shaun comincia ad avere i primi problemi in patologia e non riesce a seguire le regole imposte. 
Tornato a casa Shaun e Lia discutono perché vuole tornare in chirurgia tramite Aaron che consiglia di far valere i propri diritti. Shaun va alla ricerca dei familiari della scalatrice frugando in una borsa, ma viene scoperto e viene interrogato da Han.
- Guest star: Alex Weed (Chris Santos), Dan Byrd (Tyler Durness), Elfina Luk (infermiera Villanueva), Karin Konoval (infermiera Deena Petringa), Ricky He (Kellan Park).
- Ascolti Italia: telespettatori 2.423.000 – share 10,05%[8]

## Un talento speciale
- Titolo originale: Breakdown
- Diretto da: Joanna Kerns
- Scritto da: Karen Struck

### Trama
- Guest star: Alex Weed (Chris Santos), Dan Byrd (Tyler Durness), Elfina Luk (infermiera Villanueva), Karin Konoval (infermiera Deena Petringa), Ricky He (Kellan Park).
- Ascolti Italia: telespettatori 2.423.000 – share 10,05%[8]

## Nella mente di Shaun
- Titolo originale: Trampoline
- Diretto da: Joanna Kerns
- Scritto da: Karen Struck

### Trama
- Guest star: Alex Weed (Chris Santos), Dan Byrd (Tyler Durness), Elfina Luk (infermiera Villanueva), Karin Konoval (infermiera Deena Petringa), Ricky He (Kellan Park).
- Ascolti Italia: telespettatori 2.423.000 – share 10,05%[8]